# بيوي كوبري
بيوي كوبري (الاسم العلمي:Contopus cooperi) (بالإنجليزية: Olive-sided Flycatcher)‏ هو نوع من الطيور يتبع جنس البيوي من فصيلة عصافير الملك.